# 筒井勝彦
筒井 勝彦（つつい かつひこ）は、日本の映画監督。高知県出身。オフィスハル代表。

## 主な作品
- 無垢なモノ　my simple things（2006年） - 監督、プロデューサー。

※ゆうばり国際ファンタスティック映画祭2006正式出品作品。
- 風のなかで むしのいのち くさのいのち もののいのち（2010年） - 監督。

※ドキュメンタリー映画。文部科学省選定作品。
- 愛のえじき 女教師ハルカの告白（2010年） - 監督、脚本。